# Freddie Roach (Musiker)
Frederick „Freddie“ Roach (* 11. Mai 1931 in Bronx, New York City; † 3. Oktober 1980 in Kalifornien) war ein US-amerikanischer Soul-Jazz-Organist (Hammond B3).

## Werdegang
Freddie Roach begann im Alter von acht Jahren mit dem Orgelspiel, als er bei seiner Tante in White Plains, New York aufwuchs. In den nächsten Jahren lernte er autodidaktisch Orgel- und Pianospiel, schließlich studierte er am Konservatorium in Newark. Sein erster Job als Profimusiker hatte er in der Band von Grachan Moncur II, The Strollers. Mit zwanzig Jahren leistete er seinen Wehrdienst bei der Marine ab und spielte dabei in einer Band. Nach seiner Entlassung 1953 ließ sich Roach eine Weile in Kanada nieder und kehrte dann in die Gegend von New York zurück, spielte Piano und Orgel bei Chris Columbus, Cootie Williams und Lou Donaldson.
Ende der 1950er Jahre konzentrierte er sich mehr auf das Orgelspiel; er lebte in dieser Zeit in Newark, New Jersey, wo er mit einer eigenen Formation und als Solist arbeitete. Dort trat er bei Jamsessions im Club 83 mit Musikern wie Kenny Dorham, Cannonball Adderley und Jackie McLean auf. Die für seine weitere Karriere wichtigste Verbindung war die Bekanntschaft mit dem Saxophonisten Ike Quebec, der Roach in seine Band holte. Roach wirkte dann bei den Sessions mit, die Quebec für Blue Note Records einspielte, bei denen dessen Alben Heavy Soul und It Might as Well Be Spring entstanden. Sein Spiel überzeugte Alfred Lion, Freddie Roach 1962 einen eigenen Plattenvertrag anzubieten. In diesem Jahr nahm Roach dann sein Debütalbum unter eigenem Namen, Down to Earth auf, an dem der Gitarrist Kenny Burrell, der Tenorsaxophonist Percy France und der Schlagzeuger Clarence Johnston mitwirkten.
Zu dieser Zeit spielte er auch in der Band von Willis Jackson. Von 1962 bis 1964 nahm er dann insgesamt fünf Alben unter eigenem Namen für Blue Note auf und wirkte außerdem an Donald Byrds Album I’m Trying to Get Home mit. Große Beachtung fanden seine Blue Note-LPs Mo Greens Please (1963) mit Kenny Burrell, Good Move mit Blue Mitchell und Hank Mobley (1963) und Brown Sugar, das März 1964 entstand und an dem Joe Henderson mitwirkte. Im Oktober 1964 nahm Roach dann sein letztes Album für Blue Note auf, All That's Good, an dem auch der Gitarrist Calvin Newborn mitwirkte; das Album war eine bizarre Mischung aus seinem Souljazz mit einem Chor.
1966/67 spielte Roach drei weitere Alben für Prestige Records ein, die jedoch eine mehr kommerzielle Ausrichtung hatten als seine Blue Note-Sessions zuvor. Danach zog er nach Frankreich und verschwand aus der Jazzszene.

Roach gilt als ein von Jimmy Smith beeinflusster Organist.

## Diskographische Hinweise
Alben unter eigenem Namen
- Good Move (Blue Note, 1963)
- Mo’ Greens Please (Blue Note, 1963), mit Conrad Lester (ts), Kenny Burrell (g), Clarence Johnson (dr)
- Down to Earth (Blue Note)
- All That’s Good (Blue Note, 1964)
- The Soul Book; Mocha Motion, My People (Soul People)  (Prestige, 1966/1967).

Alben als Sideman
- Donald Byrd Orchestra with Brass & Voices: I’m Trying to Get Home (Blue Note, 1964)
- Willis Jackson: Legends of Acid Jazz – Keep on Blowin’ (Prestige, 1959–62)
- Ike Quebec: The Art of Ike Quebec (Blue Note, 1961/62); Heavy Soul (BN, 61)